# گاسکوین (داکوتای شمالی)
گاسکوین(به انگلیسی: Gascoyne) شهری در ایالت داکوتای شمالی کشور ایالات متحده آمریکا است که جمعیت آن در سرشماری سال ۲۰۱۰ میلادی، ۱۶ نفر بوده‌است.